# 曼氏食蚊魚
曼氏食蚊魚，為輻鰭魚綱鯉齒目鯉齒亞目花鳉科的其中一種，分布於中美洲巴哈馬群島的淡水、半鹹水流域，體長可達6.5公分，棲息在湖泊、溝渠、紅樹林，屬於肉食性，以孑孓為食，生活習性不明。

## 擴展閱讀
維基物種上的相關：曼氏食蚊魚